# Tolpia bilineata
Bilinea bilineata là một loài bướm đêm trong họ Erebidae.